# Benedetto Antelami
Benedetto Antelami, född omkring 1150, död omkring 1230, var en italiensk arkitekt och bildhuggare, verksam mellan 1177 och 1223.
Antelami var företrädesvis verksam i Parma, där man ser hans arbeten dels i domen, dels vid baptisteriets tre huvudportaler samt i katedralen i Fidenza (Borgo San Donnino), med de stora statyerna av David och Hesekiel. Både i figurframställning och i ornamentik, till exempel i rankverket, syns att Antelami studerat antiken, men han var ännu bunden av den romanska konstens ideal.